# NGC 1787
NGC 1787 ist die Bezeichnung eines offenen Sternhaufens im Sternbild Dorado. Das Objekt wurde am 25. Dezember 1837 von John Herschel entdeckt.